# Artemidor de Daldis
Artemidor Daldià (en llatí Artemidorus Daldianus, en grec antic Άρτεμίδωρος) fou un escriptor grec nadiu d'Efes, però es considerava de Daldis, a Lidia, pàtria de la seva mare. Va viure sota Antoní Pius i amb Marc Aureli. Va escriure una obra sobre interpretació dels somnis i altres llibres alguns dels quals esmenten Suides i Eudòxia Macrembolitissa. A Daldis existia un temple d'Apol·lo Mistes, i Artemidor diu que va iniciar la redacció del seu llibre sobre els somnis obeint els dictats del déu que se li apareixia amb freqüència en somnis. Galè en un dels seus escrits es refereix a aquest llibre. Aquesta obra es conserva, i està dividida en cinc llibres, els tres primers dedicats a Casi Màxim, que probablement és Màxim de Tir, i els altres dos al seu fill, que també es deia Artemidor i es va dedicar, com el seu pare, a la interpretació dels somnis. El llibre V d'aquesta obra és una recopilació de somnis que va interpretar al llarg de la seva vida. Artemidor explica que va recórrer Grècia, les illes de l'Egeu, Àsia i Itàlia interpretant els somnis dels consultants. A Roma va conèixer a Marc Corneli Frontó, que el relacionà amb la família imperial. Una bona part dels somnis que interpreta fan referència a atletes que participaven en els Jocs Olímpics, cosa que fa pensar que freqüentava aquests certàmens per exercir la seva professió. Artemidor segueix la tradició del món antic, on els somnis són premonitoris. El somni diu (o prediu) la veritat, i pot ser directe o simbòlic. Diu també que hi altres somnis que posen de manifest les passions de l'ànima o del cos. Sigmund Freud es va interessar per l'obra d'Artemidor, i des de llavors ha estat objecte de nombrosos estudis.
Suides li atribueix un tractat sobre l'endevinació mitjançant les aus, també citat per Galè entre els llibres més famosos sobre aquest tema, i un altre sobre quiromància.